# Wojna domowa w Libii (2014–2020)
II wojna domowa w Libii – konflikt zbrojny na terenie Libii rozpoczęty w następstwie I wojny domowej (od 15 lutego do 23 października 2011) oraz konfliktu wewnętrznego mającego miejsce od 1 listopada 2011 do 16 maja 2014. U jego podstaw leży destablizacja sytuacji politycznej po obaleniu wieloletniego przywódcy kraju, pułkownika Mu’ammara al-Kaddafiego, oraz dążenie różnych grup do przejęcia władzy w kraju. 23 października 2020 Libijska Armia Narodowa oraz Libya Shield Force w Genewie zawarły natychmiastowe i stałe porozumienie rozejmowe.

## Strony konfliktu
- Uznana przez społeczność międzynarodową Izba Reprezentantów i rząd w Tobruku, wspierane przez wojska Egiptu[4] i Zjednoczonych Emiratów Arabskich[4]. Wsparcia politycznego, logistycznego i militarnego udzieliła Algieria[5], Arabia Saudyjska, Czad[6], Jordania[7], Rosja[8] i Stany Zjednoczone[9]
- Nieuznawany na arenie międzynarodowej Powszechny Kongres Narodowy i rząd w Trypolisie, wspierany przez Katar[4], Sudan[10] i Turcję[4]
- Państwo Islamskie
- Organizacje terrorystyczne: Ansar al-Sharia, Brygady Rafallaha al-Sahatiego i inne
- Zbuntowane militarne bojówki Berberów i Tuaregów

## Geneza
Nowe władze przejściowe miały zadanie przeprowadzić transformację ustrojową oraz rozbroić rebelianckie bojówki walczące podczas wojny domowej. Cel ten nie został osiągnięty, decentralizacja władzy doprowadziła do starć pomiędzy zwalczającymi się lokalnymi grupami, zaniechanie powołania państwowych sił zbrojnych osłabiło pozycję rządu. Wybory parlamentarne 7 lipca 2012 roku wyłoniły Powszechny Kongres Narodowy, w którym większość miejsc zajęli islamiści. W następstwie wyborów parlamentarnych 25 czerwca 2014 roku sformowano nowy parlament – Izbę Reprezentantów, w której skład weszli głównie laiccy politycy. 5 sierpnia 2014 roku szefem Izby Reprezentantów i głową państwa został Akila Salih Isa. Powszechny Kongres Narodowy początkowo miał ulec rozwiązaniu, po tym jak wyłoniono Izbę Reprezentantów, która ze względu na konflikt wewnętrzny w kraju za siedzibę przyjęła Tobruk a nie kontrolowaną przez islamistów stolicę Trypolis. Przez to członkowie starego parlamentu stwierdzili, że nowy parlament jest nielegalny i to Powszechny Kongres Narodowy jest jedynym legalnym organem władzy. Ten spór przekształcił się w wojnę pomiędzy dwoma zwalczającymi się parlamentami. W trakcie jej trwania na terenie Libii własną operację rozpoczęło Państwo Islamskie.

## Przebieg

### Powołanie Rządu Jedności Narodowej
11 grudnia 2015 specjalny wysłannik Organizacji Narodów Zjednoczonych Martin Kobler zapowiedział, że skonfliktowanym parlamentom udało się osiągnąć kompromis i uzgodniono treść porozumienia w sprawie powołania wspólnego rządu przejściowego. Rozmowy dwustronne trwały od przeszło roku, jednak nie przynosiły one żadnych konkretnych deklaracji. Powołanie stabilnych władz państwowych ma pomóc społeczności międzynarodowej w pomocy w walce z Państwem Islamskim, które ma pod kontrolą kilka przybrzeżnych miast, między innymi Syrtę. Rundy negocjacyjne miały miejsce w Tunisie. Ostatecznie porozumienie zostało podpisane 17 grudnia 2015.
Na podstawie ustaleń z rozmów pokojowych, na stanowisko premiera został desygnowany Fajiz as-Sarradż. 19 stycznia 2016 przedstawiono do publicznej wiadomości skład jego rządu, w którym stanowiska otrzymało 32 ministrów reprezentujących różne frakcje konfliktu. 25 stycznia 2016 Izba Reprezentantów wyraziła wotum nieufności wobec gabinetu as-Sarradża stosunkiem głosów 89 do 15 oraz zerwała porozumienie pokojowe z Powszechnym Kongresem Narodowym. Kolejne rundy negocjacyjne pomiędzy stronami konfliktu doprowadziły do wyłonienia nowego składu gabinetu, tym razem złożonego z 18 ministrów. As-Sarradż ponadto miał objąć stanowisko przewodniczącego Rady Prezydenckiej – kolegialnego organu wykonującego zadania głowy państwa. 12 marca 2016 rząd został sformowany i wezwał rywalizujące parlamenty do uznania jego władzy. Pomimo obustronnego poparcia, Izba Reprezentantów i rząd Abd Allaha as-Saniego wstrzymali się od głosowania nad wotum zaufania dla nowego gabinetu. W Bengazi doszło do protestów przeciwko rządowi jedności narodowej. 17 marca 2016 premier zapowiedział przeniesienie siedziby nowego rządu z Tunisu do Trypolisu. 30 marca 2016 rząd as-Sarradża powrócił do stolicy Libii.
5 kwietnia 2016 samozwańczy rząd Chalify al-Ghuwajla, lojalny wobec Powszechnego Kongresu Narodowego podjął decyzję o samorozwiązaniu i przekazaniu nowemu gabinetowi pełni władzy. Jednocześnie nielegalny parlament rozwiązano, co umocniło pozycję premiera i otworzyło drogę do realizacji planu pokojowego zaproponowanego przez ONZ.

### Ofensywa generała Haftara
4 kwietnia 2019 popierany przez Egipt, Zjednoczone Emiraty Arabskie, Rosję i Francję generał Chalifa Haftar wydał rozkaz dowodzonej przez siebie samozwańczej Libijskiej Armii Narodowej do zajęcia stołecznego Trypolisu, nazywając ofensywę uzasadnioną operacją antyterrorystyczną przeciwko islamistom, tj. Rządowi Zgody Narodowej, który przy poparciu ONZ, USA i Włoch kontroluje tylko stolicę i okolice. Ofensywa oznaczała zakończenie trwającej dotychczas zimnej wojny między oboma konkurencyjnymi ośrodkami władzy, z Trypolisu i Bengazi, którym za strefę buforową służyło terytorium kontrolowane jeszcze krótko wcześniej przez Państwo Islamskie.
W maju i czerwcu 2020 wspierane przez Turcję wojska tzw. Rządu Jedności Narodowej w Trypolisie prowadziły udaną kontrofensywę przeciwko wspieranej m.in. przez Rosję i Egipt tzw. Libijskiej Armii Narodowej generała Chality Haftara i władz z siedzibami w Bengazi i Tobruku. 18 maja przeprowadzono udany szturm na bazę lotniczą Al-Wattia, kolejnego dnia odzyskano pełną kontrolę nad północno-wschodnią częścią granicy libijsko-tunezyjskiej. 3 czerwca siły rządu w Trypolisie zajęły szturmem port lotniczy Trypolis, a 4 czerwca odzyskały pełną kontrolę nad miastem.